# Justin Wolf
Pour les articles homonymes, voir Wolf.
Justin Wolf, né le 15 octobre 1992 à Dortmund, est un coureur cycliste allemand. Il participe à des compétitions sur route et sur piste.

## Biographie
En 2010, Justin Wolf connait sa première sélection en équipe nationale d'Allemagne pour disputer les Trois Jours d'Axel, une compétition internationale néerlandaise. Occupant un rôle d'équipier, il abandonne au cours de la dernière étape. Au mois de juin, il se distingue sur la deuxième épreuve de la Coupe d'Allemagne juniors, où il s'adjuge le classement de la montagne. Sur piste, il devient champion d'Allemagne de poursuite par équipes, avec ses coéquipiers de club Lucas Liss, Ruben Zepuntke et Hans Pirius.
En 2017, il court en première partie de saison avec l'équipe Dauner D&DQ-Akkon. Il retourne ensuite courir sur le circuit amateur allemand début juin. Auteur de plusieurs podiums, il termine notamment deuxième du Tour de l'Oder, et huitième du championnat d'Allemagne du contre-la-montre, parmi les professionnels. Sur piste, il obtient une médaille de bronze en poursuite individuelle aux championnats d'Allemagne. Après ses bonnes performances, il est sélectionné par la fédération allemande pour participer au championnat d'Europe de course derrière derny. Il en prend la quatrième place, au terme d'une compétition marquée par le doublé de ses compatriotes Achim Burkart et Christoph Schweizer.
En 2018, il est sélectionné pour participer à la poursuite par équipes de deux manches de Coupe du monde, à Minsk et à Londres.
Fin juillet 2019, il est sélectionné pour représenter son pays aux championnats d'Europe de cyclisme sur route. Il s'adjuge à cette occasion la médaille d'argent du relais mixte.
Au mois d'aout 2020, il se classe septième du championnat d'Europe du contre-la-montre à Plouay dans le Morbihan. Par contre, il abandonne lors de la course en ligne.

## Palmarès sur route

### Par année
- 2017
  - 2e du Tour de l'Oder
- 2019
  -  Médaillé d'argent du championnat d'Europe du relais mixte contre-la-montre
  - 2e du Chrono champenois
- 2020
  -  Champion d'Europe du relais mixte contre-la-montre
  - Prologue du Tour de Roumanie
  - 7e du championnat d'Europe du contre-la-montre
- 2021
  - 1re étape du Tour de Mevlana
  - 1re étape de Belgrade-Banja Luka
  - 6e étape du Tour de Bretagne
  -  Médaillé d'argent du championnat d'Europe du relais mixte contre-la-montre
  - 2e de Belgrade-Banja Luka
- 2023
  - Gand-Staden
  - 1re étape de l'Arden Challenge
  - 1re étape du Kreiz Breizh Elites (contre-la-montre)

### Classements mondiaux
| Année                                 | 2017  | 2018  | 2019 | 2020 | 2021 | 2022 | 2023  |
| ------------------------------------- | ----- | ----- | ---- | ---- | ---- | ---- | ----- |
| Classement mondial                    | 2950e | 2576e | 864e | 702e | 294e | nc   | 2063e |
| UCI Europe Tour                       | 1936e | 1720e | 628e | 563e | 248e | nc   | nc    |
|                                       |       |       |      |      |      |      |       |
| Légende : nc = non classéSource : UCI |       |       |      |      |      |      |       |

## Palmarès sur piste

### Championnats d'Allemagne
- 2010
  -  Champion d'Allemagne de poursuite par équipes juniors (avec Lucas Liss, Ruben Zepuntke et Hans Pirius)
- 2017
  - 3e de la poursuite